# Billy-sur-Aisne
Pour les articles homonymes, voir Billy.
Billy-sur-Aisne est une commune française située dans le département de l'Aisne en région Hauts-de-France.

## Géographie

### Communes limitrophes
Billy-sur-Aisne est au sud-est de Soissons.

### Hydrographie
La commune est située dans le bassin Seine-Normandie. Elle est drainée par le cours d'eau 01 d'Héricourt et le fossé du Vivier,,.

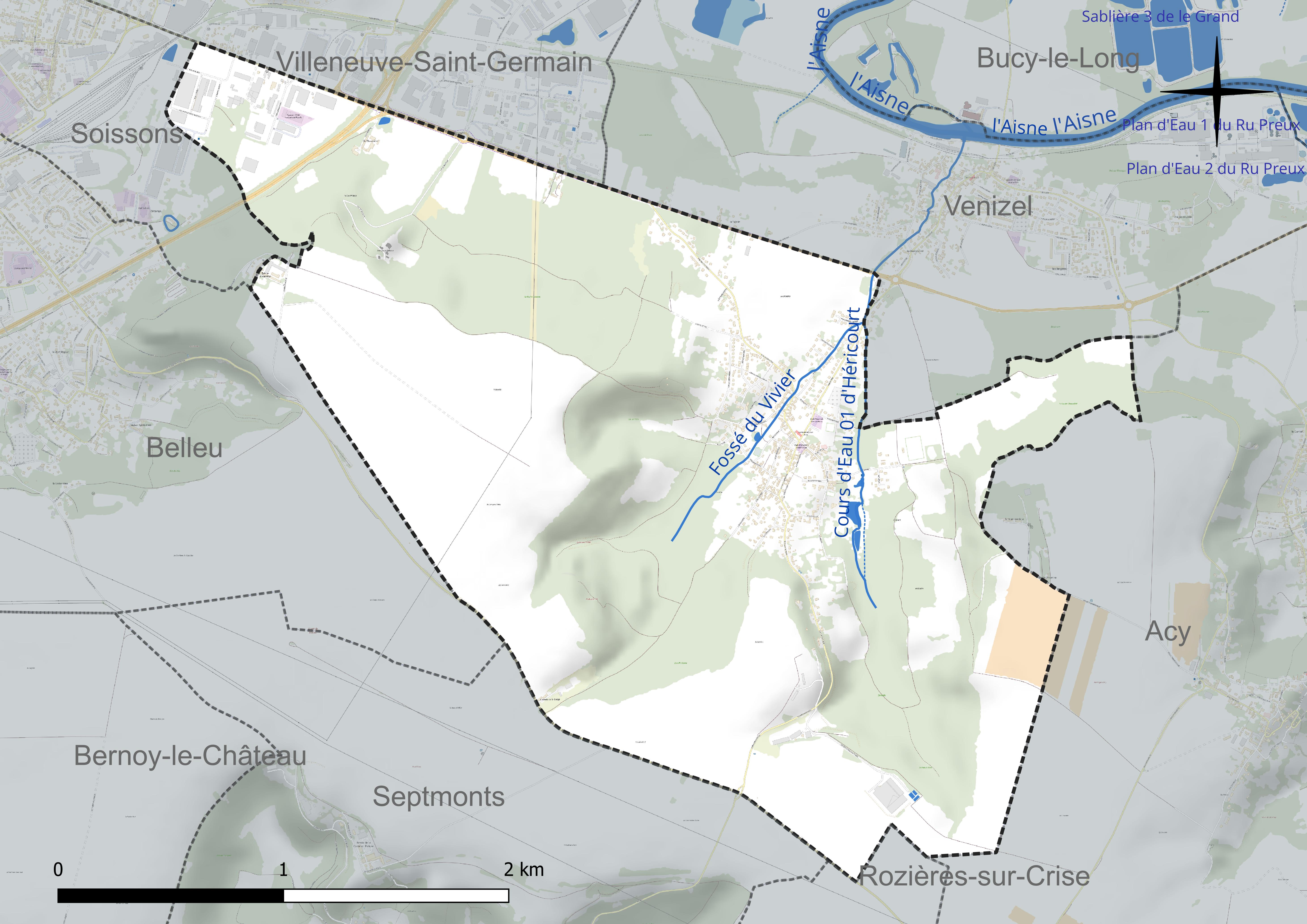
Réseau hydrographique de Billy-sur-Aisne.

### Climat
Pour des articles plus généraux, voir Climat des Hauts-de-France et Climat de l'Aisne.
En 2010, le climat de la commune est de type climat océanique dégradé des plaines du Centre et du Nord, selon une étude du CNRS s'appuyant sur une série de données couvrant la période 1971-2000. En 2020, Météo-France publie une typologie des climats de la France métropolitaine dans laquelle la commune est exposée à un climat océanique altéré et est dans la région climatique Nord-est du bassin Parisien, caractérisée par un ensoleillement médiocre, une pluviométrie moyenne régulièrement répartie au cours de l'année et un hiver froid (3 °C).
Pour la période 1971-2000, la température annuelle moyenne est de 10,6 °C, avec  une amplitude thermique annuelle de 15,1 °C. Le cumul annuel moyen de précipitations est de 731 mm, avec 11,6 jours de précipitations en janvier et 8,8 jours en juillet. Pour la période 1991-2020 la température moyenne annuelle observée sur la station météorologique la plus proche, située sur la commune de Braine à 11 km à vol d'oiseau, est de 11,3 °C et le cumul annuel moyen de précipitations est de 662,7 mm,. Pour l'avenir, les paramètres climatiques de la commune estimés pour 2050 selon différents scénarios d'émission de gaz à effet de serre sont consultables sur un site dédié publié par Météo-France en novembre 2022.

## Urbanisme

### Typologie
Au 1er janvier 2024, Billy-sur-Aisne est catégorisée bourg rural, selon la nouvelle grille communale de densité à 7 niveaux définie par l'Insee en 2022.
Elle appartient à l'unité urbaine de Venizel, une agglomération intra-départementale dont elle est une commune de la banlieue,. Par ailleurs la commune fait partie de l'aire d'attraction de Soissons, dont elle est une commune de la couronne,. Cette aire, qui regroupe 92 communes, est catégorisée dans les aires de 50 000 à moins de 200 000 habitants,.

### Occupation des sols
L'occupation des sols de la commune, telle qu'elle ressort de la base de données européenne d'occupation biophysique des sols Corine Land Cover (CLC), est marquée par l'importance des territoires agricoles (44,5 % en 2018), une proportion sensiblement équivalente à celle de 1990 (45 %). La répartition détaillée en 2018 est la suivante : 
terres arables (44,5 %), forêts (40,4 %), zones urbanisées (11,6 %), zones industrielles ou commerciales et réseaux de communication (3,5 %).
L'évolution de l'occupation des sols de la commune et de ses infrastructures peut être observée sur les différentes représentations cartographiques du territoire : la carte de Cassini (XVIIIe siècle), la carte d'état-major (1820-1866) et les cartes ou photos aériennes de l'IGN pour la période actuelle (1950 à aujourd'hui).

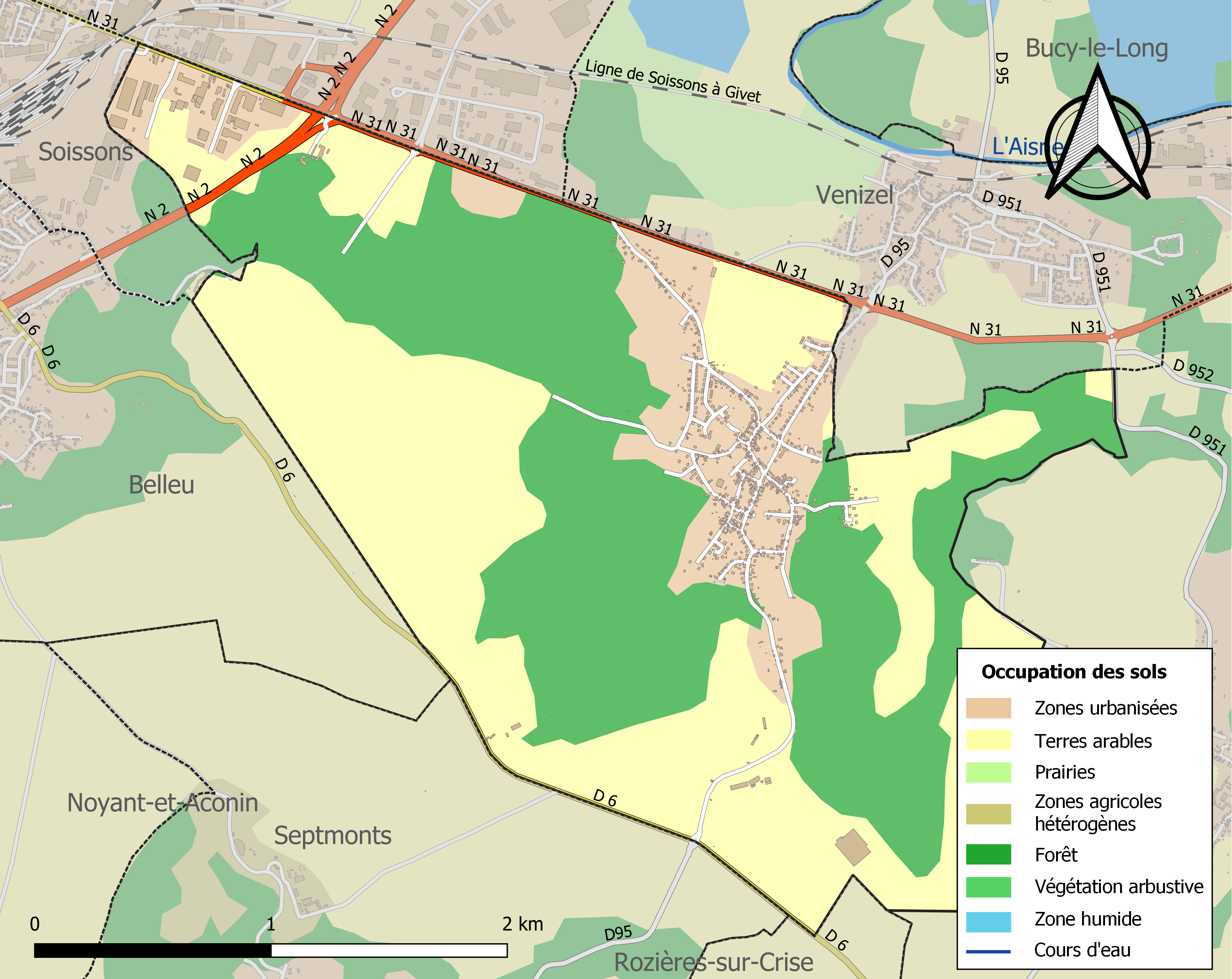
Carte des infrastructures et de l'occupation des sols de la commune en 2018 (CLC).

## Toponymie
Le nom de la localité est attesté sous les formes Billiacus (858) ; Billi (1143) ; Billiacum (1219) ; Billiacus-supra-Axonam (1268) ; Billiacus-super-Auxonam, Billi-sur-Aine (1268) ; Billi-seur-Aine (1294) ; Billi-seur-Aisne (1354) ; Billiacus-super-Axonam (1361) ; Billy (1364) ; Billi-sur-Asne (1384) ; Bally-sur-Aisne (1384) ; Billy-sur-Aixne (1414) ; Billy-sur-Aine (1783).
L'Aisne est une rivière du nord de la France, dans les deux régions Grand Est et Hauts-de-France, traversant les cinq départements Meuse, Marne, Ardennes, Aisne, Oise.

## Politique et administration

### Découpage territorial
La commune de Billy-sur-Aisne est membre de l'intercommunalité GrandSoissons Agglomération, un établissement public de coopération intercommunale (EPCI) à fiscalité propre créé le 29 décembre 1999 dont le siège est à Cuffies. Ce dernier est par ailleurs membre d'autres groupements intercommunaux.
Sur le plan administratif, elle est rattachée à l'arrondissement de Soissons, au département de l'Aisne et à la région Hauts-de-France. Sur le plan électoral, elle dépend du  canton de Soissons-2 pour l'élection des conseillers départementaux, depuis le redécoupage cantonal de 2014 entré en vigueur en 2015, et de la quatrième circonscription de l'Aisne  pour les élections législatives, depuis le dernier découpage électoral de 2010.

### Administration municipale
| Période                                  | Période                       | Identité               | Étiquette | Qualité                                    |
| ---------------------------------------- | ----------------------------- | ---------------------- | --------- | ------------------------------------------ |
| Les données manquantes sont à compléter. |                               |                        |           |                                            |
| avant 1981                               | ?                             | Marcel Hérou           | PCF       |                                            |
| mars 2001                                | En cours (au 11 juillet 2020) | Jean-François De Baere | SE-DVG    | Professeur Réélu pour le mandat 2020-2026, |

## Démographie
L'évolution du nombre d'habitants est connue à travers les recensements de la population effectués dans la commune depuis 1793. Pour les communes de moins de 10 000 habitants, une enquête de recensement portant sur toute la population est réalisée tous les cinq ans, les populations de référence des années intermédiaires étant quant à elles estimées par interpolation ou extrapolation. Pour la commune, le premier recensement exhaustif entrant dans le cadre du nouveau dispositif a été réalisé en 2008.

En 2022, la commune comptait 1 141 habitants, en évolution de −1,81 % par rapport à 2016 (Aisne : −1,97 %, France hors Mayotte : +2,11 %).
| 1793 | 1800 | 1806 | 1821 | 1831 | 1836 | 1841 | 1846 | 1851 |
| ---- | ---- | ---- | ---- | ---- | ---- | ---- | ---- | ---- |
| 361  | 479  | 512  | 489  | 499  | 540  | 550  | 564  | 517  |

| 1856 | 1861 | 1866 | 1872 | 1876 | 1881 | 1886 | 1891 | 1896 |
| ---- | ---- | ---- | ---- | ---- | ---- | ---- | ---- | ---- |
| 492  | 478  | 496  | 472  | 464  | 502  | 493  | 481  | 529  |

| 1901 | 1906 | 1911 | 1921 | 1926 | 1931 | 1936 | 1946 | 1954 |
| ---- | ---- | ---- | ---- | ---- | ---- | ---- | ---- | ---- |
| 503  | 542  | 545  | 460  | 590  | 682  | 648  | 658  | 698  |

| 1962 | 1968  | 1975  | 1982  | 1990  | 1999  | 2006  | 2008  | 2013  |
| ---- | ----- | ----- | ----- | ----- | ----- | ----- | ----- | ----- |
| 926  | 1 160 | 1 256 | 1 338 | 1 279 | 1 189 | 1 119 | 1 099 | 1 143 |

| 2018  | 2022  | - | - | - | - | - | - | - |
| ----- | ----- | - | - | - | - | - | - | - |
| 1 146 | 1 141 | - | - | - | - | - | - | - |

## Héraldique
| Blason de Billy-sur-Aisne | Blason  | D'azur à un épi de blé d'or posé en barre, accompagné en chef de deux champignons de sable au pied d'argent rangés en fasce, celui de dextre plus gros et brochant sur l'autre, et en pointe d'une roue dentée de gueules*. |
| Blason de Billy-sur-Aisne | Détails | * Il y a là non-respect de la règle de contrariété des couleurs : ces armes sont fautives (charge de gueules sur champ d'azur). Le statut officiel du blason reste à déterminer.                                            |

## Culture locale et patrimoine

### Lieux et monuments

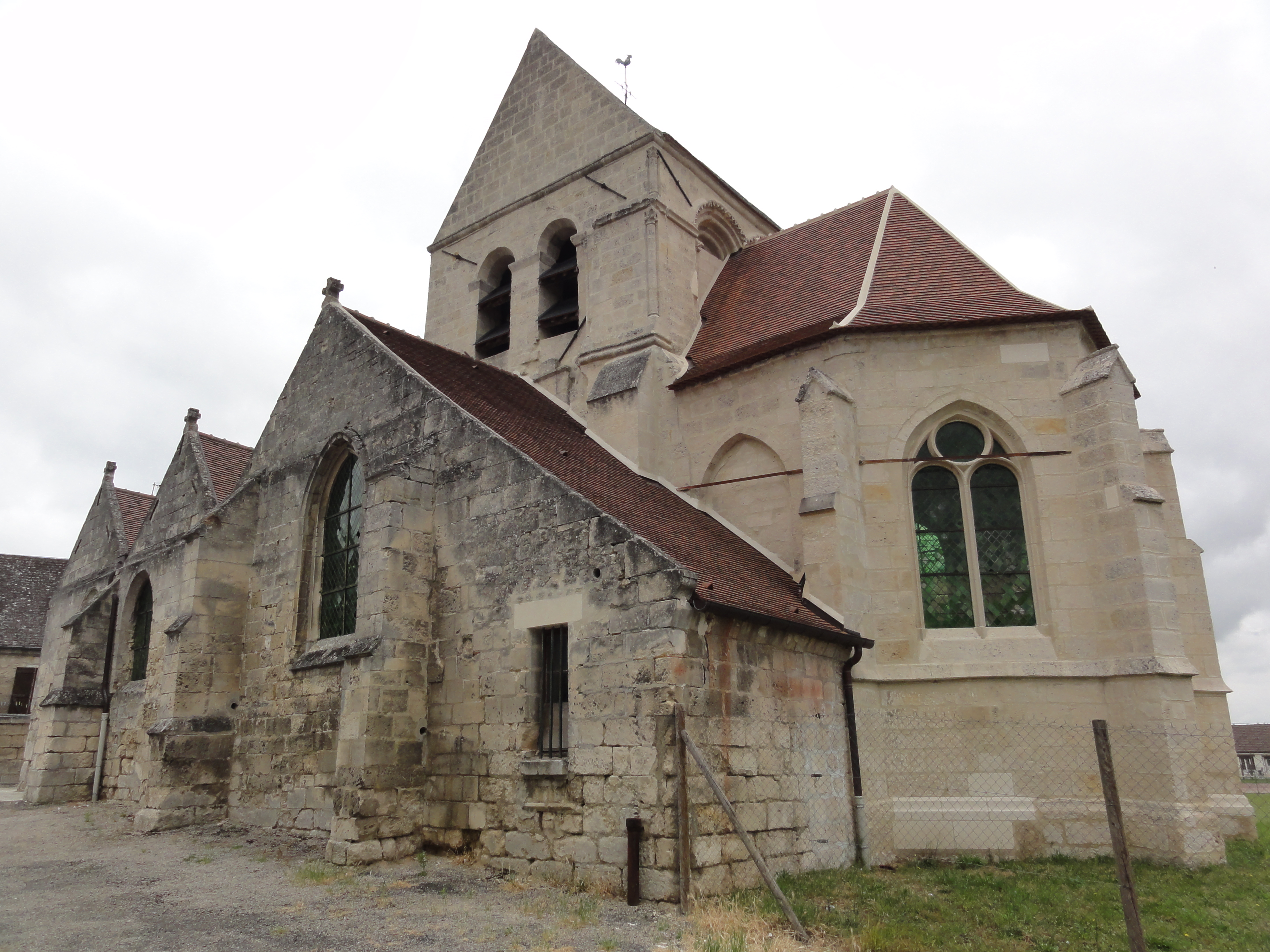
L'église Saint-Léger.

- L'église Saint-Léger, datée du XVe siècle, est classée aux monuments historiques depuis 1927.
- Lavoir[27].
- Pierres étranges, objet de légendes et de superstitions[28].

### Personnalités liées à la commune
- Jean Chevalier, héros de la Grande Guerre (1914-1918).

## Pour approfondir